# Tweede Kamerverkiezingen 1981/Kandidatenlijst/Rechtse Volkspartij
Dit is de kandidatenlijst voor de Tweede Kamerverkiezingen 1981 van de Rechtse Volkspartij, die voor deze verkiezingen als de Boerenpartij in de Tweede Kamer zat. De partij haalde geen zetels.

## De lijst
De lijst was landelijk op veel punten gelijk, maar verschilde per kieskring licht, doordat enkele kandidaten in een kieskring op een andere plaats stonden. Daarnaast was in kieskring XVIII (Maastricht) alleen lijsttrekker Koekoek verkiesbaar.
1. Hendrik Koekoek - 16.276 stemmen
2. K. Koekoek (niet in kieskring XVII) - 312
3. P. Vriend - 101
4. E. de Winter-Waayenberg - 69
5. H. Ruighaver - 21
6. J.F.M. de Kok - 67
7. Hendrik Jan van Duren - 52
8. A. Bakhuis (nr. 18 in kieskring XII) - 45
9. S.S.M. Crooymans-van der Laan (niet in kieskring VII, XI, XIII, XIV, XV en XVI, nr. 15 in kieskring III) - 10
10. S. Diekema (alleen in kieskring VII, XI, XIII, XV, XVI en XVII, nr. 12 in kieskring XVII) - 12
11. P.F. Beljaars (nr. 19 in kieskring IX) - 32
12. Wim Kock - 77
13. Jan de Groote (nr. 2 in kieskring XVII) - 51
14. Paul Horsting - 3
15. M.J.H. Stakenborg - 7
16. G. Wajer (nr. 9 in kieskring III) - 31
17. John Nuyens - 30
18. D. Meyles - 14
19. J. Kole (nr. 8 in kieskring XII) - 44
20. A.M. van Osselen - 30
21. G. de Boer (nr. 9 in kieskring XIV) - 74
22. G.G. de Wit (alleen in kieskring XIV) - 3
23. W. Jimmink (alleen in kieskring VI, X, XIV en XVI) - 10

PvdA · CDA · VVD · D'66 · SGP · PPR · CPN · GPV · PSP · Rechtse Volkspartij · DS'70 · RKPN · Partij van Rijksgenoten · Kleine Partij · God Met Ons · Nederlandse Evolutie Partij · Leefbaar Nederland · SP · De Vrede Partij · RPF · Realisten '81 · IKB · NVU · Centrumpartij · Partij tot Likwidatie van Nederland · Wereld Welzijns Bewustwording · EVP · SOS
1959 · 1963 · 1967 · 1971 · 1972 · 1977 · 1981 · 1982